# 奕綵
已革慶郡王奕綵（1820年4月20日—1866年2月21日），愛新覺羅氏，儀順郡王綿志第五子，母妾安氏，其父為安敦智，慶親王系第三代。
他在嘉慶二十五年三月（1820年）出生，道光十六年十月（1836年）成為剛去世養父綿愍的嗣子，次年正月（1837年）接替養父成為慶親王第三代，但因為当时慶親王並非世襲罔替的爵位，因此他的封爵只是郡王。
道光二十二年十一月（1842年）因行賄而被革去爵位並恢復儀親王後裔身分，由族叔綿悌以不入八分鎮國公身分襲封慶親王系第四代，至同治五年正月（1866年）他去世，虛齡四十七岁。